# Wojchiech Biziuk
Wojciech Biziuk (Sokółka (Polen), 17 februari 1968) was een langebaan- en kortebaanschaatser.

## Loopbaan
Biziuk deed een sportopleiding in Zakopane met als specialisatie schaatsen, wat hij deed op de baan Tor Cos. Voor wedstrijden was hij meermaals op uitwisseling geweest in Nederland en Duitsland. In Nederland was hij al tweemaal in Assen geweest bij een gastgezin. In oktober 1988 ging hij, samen met een vriend, onder het mom van een vakantie met de trein en liftend wederom naar Nederland en meldde zich bij zijn oude gastgezin. Biziuk wilde in Nederland blijven en nam, nog voor hij eind 1989 een verblijfsvergunning kreeg, al deel aan wedstrijden. In 1991 werd hij genaturaliseerd. Ook in Nederland deed hij een sportopleiding.
In 1994 werd hij op natuurijs in Nieuw-Lekkerland Nederlands kampioen op de korte baan, voor Rob van Zwienen en nummer drie Menno Boelsma. Op 14 december 1991 reed hij in Deventer een Nederlands record op de 100 meter van 10,11 sec. In Utrecht werd hij in 1994 tweede op het Nederlandse kampioenschappen schaatsen supersprint.

## Resultaten
| Jaar | Plaats | Kampioenschap        | Locatie          |
| ---- | ------ | -------------------- | ---------------- |
| 1992 | 6      | NK Afstanden 500 m   | Heerenveen       |
| 1992 | 17     | NK Afstanden 1000 m  | Heerenveen       |
| 1992 | 4      | NK Sprint            | Heerenveen       |
| 1993 | 16     | NK Sprint            | Utrecht          |
| 1994 | 7      | NK Afstanden 2x500 m | Heerenveen       |
| 1994 | 14     | NK Afstanden 1000 m  | Heerenveen       |
| 1994 | Zilver | NK Supersprint       | Utrecht          |
| 1994 | Goud   | NK Kortebaan         | Nieuw-Lekkerland |